# Finale del campionato NFL 1936
La finale del campionato NFL 1936 è stata la 4ª del campionato della NFL. La gara si disputò al Polo Grounds di New York il 13 dicembre 1936, la prima finale disputata in campo neutro. Il proprietario dei Boston Redskins. campioni della Eastern Division, George Preston Marshall spostò la gara dal Fenway Park di Boston a New York poiché aveva precedentemente annunciato il trasferimento della franchigia a Washington a partire dalla stagione successiva. Questa fu la prima apparizione in finale sia per i Redskins che per i vincitori della Western Division, i Green Bay Packers. Questi ultimi, allenati da Curly Lambeau, vinsero il loro primo titolo dai tre conquistati consecutivamente nel 1929, 1930 e 1931, quando questo era assegnato in base alla classifica della lega.

## Marcature
- Primo quarto
  - GB – Hutson su passaggio da 48 yard di Herber (extra point trasformato da Smith) 7–0 GB
- Secondo quarto
  - BOS – Rentner su corsa da 2 yard (extra point fallito) 7–6 GB
- Terzo quarto
  - GB – Gantenbein su passaggio da 8 yard di Herber (extra point trasformato da Smith) 14–6 GB
- Quarto quarto
  - GB – Monnett su corsa da 2 yard (extra point trasformato da Engebretsen) 21–6 GB